# 刘夏宗
刘霖（英語：Johnny Lau），原名刘夏宗。新加坡创意制作人，就读于美国南加州大学建筑系，毕业后他创造了漫画人物‘怕输先生’，该漫画系列在当时一度成为首席畅销书。‘怕输先生’与当地麦当劳合作，成功的卖出120万个怕输汉堡，凭借这个当红漫画人物，也曾经在当地的电视台新传媒出过两季电视节目。刘霖同时也参与各种电视音乐以及影视制作，2009年，他构思并和各个媒体共同制作出一季电视真人秀。目前他是东京一家国际动画公司（AIC）的合作搭档。

## 作品

### 创作概念编剧
- 《怕输先生》1－9  (1990-1999)
- 《爽》漫画刊物 1－5  (1995-1996)

### 编剧
- Medium Rare 杀人事件电影漫画版本(1991)
- 《新加坡洗发水》（1991）
- 《猫兄猫弟》(1992)
- 《面包超人》(1993)
- 《蟑螂》(1995)
- 《妖国浪子》 (1995)
- 《笨神-童子-鸡》(1996)
- 《陈洁仪 Kit Stuff》(1997)

### 制片与出版
- 《回家》，Go Home: 12 Moving Stories (2009)

### 电视制作
- 《怕输先生－喜剧 》共26集
- 《HP Space》真人秀（2009）

### 电影制作
- 《泡泡糖危机》电影（2011－）

### 创作与动画制作人
- 《少林西装》（2011－）